# Yūki Takita
Yūki Takita (jap. 田北 雄気 Takita Yūki; ur. 16 maja 1967) – japoński piłkarz występujący na pozycji bramkarza.

## Kariera klubowa
Od 1990 do 2000 roku występował w klubach NTT Kanto i Urawa Reds.